# Виктор Крижанивски
Виктор Владимирович Крижанивски (укр. Вiктор Володимирович Крижанівський) је украјински сликар познат по сликама надахнутим словенском религијом на којима су приказана словенска божанства. Његово родноверно име је Сунцеслав (укр. Солнцеслав).

## Биографија
Виктор Крижанивски је рођен 12. маја 1950. године у месту Зајачивка (укр. Заячівка) у Ковељском региону Волинске области.
1982. – дипломира на Кијевском државном сликарском институту (укр. Київський художній інститут) (одсек за сликање на штафелају, руководилац проф. Селиванов)
1982. – постаје предавач на Катедри за цртање Кијевског државног сликарског института
1988. – постаје члан Националног савеза сликара Украјине Архивирано на веб-сајту  (26. април 2017)
2007. – доцент на Катедри за цртање Националне академије ликовних уметности и архитектуре
Изложбе:
- 1999. Ми - Словени (укр. Ми - Слов'яни) у Националном музеју историје Украјине
- 1999. самостална изложба
- 2005—2008. самостална изложба при научној конференцији „Украјинско друштво“ (укр. Буття Українців)
- 2010. 14. мај - 30. мај - Светло наших предака (укр. Світло Пращурів Наших), Украјински дом у Белорусији (укр. Український Дім), Кијев

Штампана издања:
- 2005. - „У просветљеном кругу“ (укр. У просвітленому Колі), литерарна збирка, Кијев
- 2006. - „Тренуци“ (укр. Миттєвості), литерарна збирка, Кијев
- 2010. - „Увид“ (укр. Осяяння), литерарна збирка, Кијев
- 2010. - албум Светло наших предака[б], издаваштво „Исток-Запад“ (укр. Видавництво „Схід-Захід"), Кијев[2]

О делу Виктора Крижанивског 2008. године снимљен је документарни фим „У просветљеном кругу Виктора Крижанивског“ (укр. У просвітленному Колі Віктора Крижанівського) (телевизијски канал ТРК „Культура", Кијев).

## Радови
- Велес
- Дажбог
- Русалка
- Мокош
- Лада
- Јарило
- Стрибог
- Световид
- Сварог
- Рожанице
- Род
- Перун
- Купало
- Дана
- Доља
- Божић - Коледо